# بلا پادیلا
بلا پادیلا (به انگلیسی: Bela Padilla) (زاده ۳ مه ۱۹۹۱)، که بیشتر با نام هنری بلا پادیلا (تلفظ تاگالوگ: [paˈdɪlja]) شناخته می‌شود، بازیگر، مجری، خواننده، نویسنده و کارگردان فیلیپینی است.